# Cult County
Cult County (с англ. — «Округ культа») — эпизодическая компьютерная игра в жанрах survival horror и шутера от первого лица создававшаяся для консолей Xbox One, PlayStation 4, PlayStation 3, PlayStation Vita, Wii U, Nintendo 3DS и операционных систем Windows, Mac OS X и Linux, процесс разработки которой на данный момент заморожен. Являлась проектом американской студии Renegade Kid. Распространение игры планировалось осуществлять через сервисы цифровой дистрибуции Xbox Live, PlayStation Store, Nintendo eShop и Steam.
Разработка была приостановлена после неудачи по сбору средств через краудфандинговую-кампанию на Kickstarter. Renegade Kid намеревалась получить как минимум 580 000 долларов, но по завершении кампании им пожертвовали только 46 736 долларов. Поначалу продюсер Cult County, Джулс Уотшем, не планировал отменять проект, однако после возвращения компании прав на франшизу Dementium Уотшем изменил своё мнение и заявил, что, скорее всего, разработка игры далее продолжаться не будет.

## Синопсис
Действие Cult County происходит в Куллвилле (англ. Cullville) — вымышленном маленьком городке в западном Техасе, который переживает наступление тяжелых пыльных бурь. Главный герой Гевин Меллик посещает город в поисках своей сестры Алисы, чтобы сообщить ей о смертельной болезни матери. После неудачных попыток найти сестру Гевин обращается за помощью к жителям городка, которые, к его сожалению, мало чем могут помочь. Однако они рассказывают ему о некоем культе именуемом «Песчаными дьяволами», недавно перебравшимся в город, и о неожиданном самоубийстве Отца Пирса, местного священника. Во время продолжения своих поисков Гевин чувствует на себе внимание неких людей, едва заметных из-за песчаной бури. Ситуация начинает меняться и над главным героем нависает угроза его жизни.

## Игровой процесс

Сверху: скриншот изначальной версии игры для Nintendo 3DS; Снизу: скриншот версии для стационарных консолей, компьютерных ОС и портативной PlayStation Vita.

Об игровом процессе Cult County известно немного. Разработка велась на движке Unity, с целью поддержки большинства актуальных на тот момент консолей и компьютерных операционных систем. Визуальный стиль был выполнен с помощью технологии сел-шэйдинга, а придания игре таинственности осуществлялось посредством эффекта пыльных бурь, ухудшающих видимость. Управление персонажем, как и в предыдущих играх Renegade Kid в жанре шутера, ведётся от первого лица. Для борьбы с врагами отведено в основном оружие ближнего боя: нож, гаечный ключ и другие подручные средства. Огнестрельное оружие, для ведения боя на дальней дистанции, также должно было попасть в игру. По словам продюсера и геймдизайнера, Джулса Уотшема, средства для обороны от врагов планировалось сделать «ограниченными», чтобы затруднить процесс выживания для игрока и заставить его следить за своим вооружением. Личность врагов, которые противостояли игроку по ходу игры, так и не была однозначно раскрыта. Вероятно, ими могли стать члены культа — один из них изображался на концепт-арте с топором в руках.
Cult County планировалось поделить на эпизоды, каждый с отдельной датой выпуска (такой формат распространения можно увидеть, например, в играх компании Telltale Games). Изначально в Renegade Kid хотели разделить игру на два сезона по три эпизода, однако после открытия Kickstarter-кампании число эпизодов было сокращенно до пяти — все планировалось издать в рамках одного единственного сезона. С момента возникновения кампании на Kickstarter все версии игры (кроме версии для 3DS) должны были использовать движок Unity.

## Разработка
Cult County была анонсирована 22 марта 2013 года на выставке PAX East вместе с парой других игр компании: Mutant Mudds Deluxe и ATV Wild Ride 3D. Была представлена демонстрационная версия, в которой была доступна лишь одна локация, с церковью и кладбищем, а в качестве оружия выступал гаечный ключ; враги отсутствовали. В отличие от других двух игр разработчика, представленных на выставке, они позволили опробовать демоверсию Cult County только тем, кто, по их мнению, был настоящим фанатом шутеров или их предыдущих игр в этом жанре. Как признавался Джулс Уотшем, это было сделано для того, чтобы получить оценки лишь только от тех людей, которые были знакомы с жанром. Игру планировалось поделить на отдельные эпизоды и распространять через сервис цифровой дистрибуции Nintendo eShop (изначально планировалось шесть эпизодов). Так как на портативной Nintendo 3DS отсутствовал правый джойстик, в играх как правило отвечающий за управление виртуальной камерой, было решено осуществить управление обозрением через сенсорный экран консоли; ранее разработчики уже делали подобное в своих предыдущих шутерах. Как альтернатива, планировалась поддержка аксессуара Circle Pad Pro, добавляющего 3DS два дополнительных курка и правый джойстик.
3 апреля 2014 года Renegade Kid выложили свой проект на Kickstarter, мотивируя это тем, что таким образом они смогут привлечь игроков к игре и избавиться от проблем с издателями. Но среди заявленных платформ, для которых ввелась разработка, отсутствовала Nintendo 3DS, ранее бывшая единственной платформой на которую планировался выпуск проекта. Renegade Kid пояснили, что отмена версии для 3DS была следствием решения компании сосредоточить свои силы на разработку для стационарных платформ. Однако, 16 апреля 2014 года, Renegade Kid объявили, что благодаря отзывам фанатов Cult County всё-таки будет портирована на Nintendo 3DS. Также, помимо прочего, было заявлено, что версия для PlayStation 4 будет поддерживать шлем виртуальной реальности PlayStation VR. Чтобы облегчить процесс создания игры, изначальное количество эпизодов было сокращено с шести до пяти, а разработка перенесена на движок Unity. Создатели игры добавили, что если проект соберёт на 100 000 долларов больше необходимой суммы, то они выпустят документальный фильм о процессе разработки Cult County, а если ещё на сорок тысяч больше, то и версию игры для консоли Xbox 360. Игра была продемонстрирована на PAX East 2014. Кроме того, Renegade Kid связывались с Акирой Ямаокой с просьбой написать трек к игре.
Кампания закончилась 2 мая 2014 года — собрать удалось меньше одной-десятой от требовавшейся суммы. Игре было необходимо собрать минимум 580 000 долларов, однако заполучить ей удалось только 46 736; всего денег пожертвовало 1 492 человека. Несмотря на это, продюсер игры Джулс Уотшем не отказался от планов по созданию Cult County, но предупредил, что из-за провала Renegade Kid на Kickstarter разработка проекта займёт гораздо больше времени. По его словам, хорошим способом снизить бюджет игры был бы выпуск только одного эпизода. Так как изначально Cult County создавалась как преемница серии Dementium, с правами на которую у разработчиков возникли проблемы с издателем SouthPeak, то после возвращения компанией прав на франшизу, Уотшем заявил, что Cult County скорее всего уже не будет выпущена. Наработки по игре были использованы для создания ремастеринга Dementium: The Ward для консоли Nintendo 3DS, который был выпущен 3 декабря 2015 года в Северной Америке и распространялся через сервис Nintendo eShop.